# Ramipril
Ramipril, được bán dưới tên thương hiệu Altace trong số những loại khác, là một loại thuốc dùng để điều trị huyết áp cao, suy tim và bệnh thận tiểu đường. Cũng được sử dụng để ngăn ngừa bệnh tim mạch ở những người có nguy cơ cao. Đó là một điều trị ban đầu hợp lý cho huyết áp cao. Nó được uống bằng đường miệng.
Các tác dụng phụ thường gặp bao gồm đau đầu, chóng mặt, cảm thấy mệt mỏi và ho. Tác dụng phụ nghiêm trọng có thể bao gồm các vấn đề về gan, phù mạch, các vấn đề về thận và kali máu cao. Sử dụng trong thai kỳ và cho con bú không được khuyến khích. Nó là một chất ức chế men chuyển và hoạt động bằng cách giảm hoạt động của hệ thống renin-angiotensin-aldosterone.
Ramipril được cấp bằng sáng chế vào năm 1981 và được chấp thuận cho sử dụng y tế vào năm 1989. Nó có sẵn như là một loại thuốc gốc. Một tháng cung cấp tại Vương quốc Anh chi phí NHS ít hơn £ 1 vào năm 2019. Tại Hoa Kỳ, chi phí bán buôn của số tiền này là khoảng 2 đô la Mỹ. Năm 2016, đây là loại thuốc được kê đơn nhiều thứ 153 tại Hoa Kỳ, với hơn 4 triệu đơn thuốc.

## Sử dụng trong y tế
Sử dụng y tế bao gồm:
- Huyết áp cao
- Suy tim sung huyết [7]
- Sau cơn đau tim ở những người có bằng chứng suy tim
- Những người trên 55 tuổi có nguy cơ cao: phòng ngừa đau tim, đột quỵ, tử vong do tim mạch hoặc cần các thủ tục tái thông mạch
- Tổn thương thận do bệnh tiểu đường có protein trong nước tiểu (Ở liều thấp, nó được sử dụng như một phương pháp dự phòng để phát triển bệnh thận và các biến cố tim mạch thứ phát liên quan.) [8]

## Chống chỉ định
Mọi người không nên dùng ramipril (hoặc bất kỳ chất ức chế men chuyển nào) nếu họ bị tăng kali máu. Cũng nên tránh sử dụng các chất thay thế muối vì điều này có thể làm tăng thêm nồng độ kali trong máu.

## Tác dụng phụ
- Run rẩy
- Ho khan
- Chóng mặt và chóng mặt do huyết áp thấp
- Mệt mỏi, đặc biệt là trong giai đoạn đầu
- Khô miệng ở giai đoạn đầu
- Buồn nôn
- Ngất xỉu
- Dấu hiệu nhiễm trùng (ví dụ sốt, ớn lạnh, đau họng kéo dài)
- Đau ngực
- Giảm bạch cầu trung tính (bạch cầu thấp)
- Bất lực (rối loạn cương dương) [9]
- Tăng kali máu

Phản ứng dị ứng nghiêm trọng với thuốc này là không thể, nhưng phải được chăm sóc y tế ngay lập tức nếu chúng xảy ra. Các triệu chứng của phản ứng dị ứng nghiêm trọng bao gồm, nhưng không giới hạn ở phát ban hoặc sưng mặt, miệng, lưỡi hoặc cổ họng. Trong trường hợp cực đoan, ramipril có thể dẫn đến các vấn đề về gan có thể gây tử vong.

## Cơ chế tác động

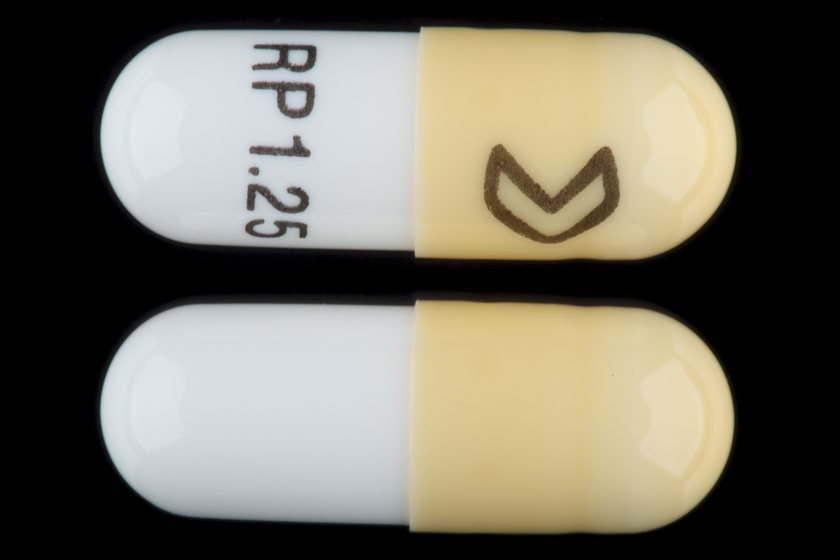
Ramipril 1,25 mg viên uống, mã chữ cái và biểu tượng có thể khác nhau

Thuốc ức chế men chuyển ức chế hoạt động của enzyme chuyển đổi angiotensin (ACE), do đó làm giảm sản xuất angiotensin II và làm giảm sự phân hủy của bradykinin. Việc giảm angiotensin II dẫn đến việc thư giãn cơ trơn động mạch dẫn đến giảm sức đề kháng ngoại biên, giảm huyết áp khi máu được bơm qua các mạch mở rộng. Tác dụng của nó đối với bradykinin chịu trách nhiệm cho tác dụng phụ ho khan.
Ramipril, một tiền chất hoặc thuốc tiền chất, được chuyển đổi thành chất chuyển hóa hoạt động ramiprilat bởi carboxylesterase 1. Ramiprilat chủ yếu được đào thải qua thận. Thời gian bán hủy của nó rất khác nhau (3 giờ 16 giờ) và bị kéo dài do suy tim và gan, cũng như suy thận.

## Bằng sáng chế US
Hợp chất được bảo vệ bởi một bằng sáng chế được giao cho công ty dược phẩm Đức Hoechst AG (kể từ khi sáp nhập vào Aventis) vào ngày 29 tháng 10 năm 1991. Bằng sáng chế đã được lên kế hoạch hết hạn vào ngày 29 tháng 10 năm 2008. Vào ngày 11 tháng 9 năm 2007, trong một đơn kháng cáo của công ty Ấn Độ Lupine Ltd., Tòa phúc thẩm Liên bang Hoa Kỳ đã đảo ngược phán quyết của tòa án quận và thấy rằng bằng sáng chế của Aventis về ramipril là không hợp lệ vì "sự hiển nhiên" nhà sản xuất chung chung.

## Tên thương hiệu
Nó được bán trên thị trường như Prilace của Arrow Dược phẩm tại Úc, Ramipro của Westfield Pharma ở Philippines, Tritace của Sanofi-Aventis ở Ý và Hoa Kỳ và Altace của King Dược phẩm tại Hoa Kỳ, Novapril bởi Pharmanova ở Ghana, Ramitens bởi PharmaSwiss, Ampril bởi Krka ở Slovenia, Corpril bởi Cemelog-BRS ở Hungary, Piramil và Prilinda của Hemofarm ở Serbia, bởi Lek ở Ba Lan và Novartis và Opsonin Pharma Limited như Ramace ở Bangladesh và ở Canada là Altace (Sonfi) và Ramipril.
Ramipril được bán trên thị trường Ấn Độ dưới tên thương hiệu Cardace, Zigpril, Ramistar, Odipril và Zorem. Ramipril được bán trên thị trường ở Myanmar dưới tên thương hiệu Endpril.